# 尹文
尹 文（いん ぶん、拼音: Yǐn Wén、紀元前4世紀 - 紀元前3世紀ごろ）は、古代中国戦国時代の諸子百家の一人。書物として『尹文子』が現存するが、後世の偽書とされる。
伝統的には名家に分類されるが、学説の内容から道家・墨家・雑家に分類されることもある。宋子とともに学派を構成した（宋尹学派）。

## 尹文
斉国の稷下の学士の一人であり、斉の宣王や湣王に仕えた。
『荘子』天下篇では、宋子（宋銒）とともに学派（宋尹学派）を構成した人物とされる。そして実際に、宋子と同じような学説が尹文に帰される。『尹文子』大道上篇、『公孫龍子』跡府篇、『呂氏春秋』正名篇、『孔叢子』公孫龍篇では、尹文の口から宋子と同様の学説が語られる。宋子と同様、『管子』白心篇等との関係に諸説ある。
『列子』周穆王篇、『説苑』君道篇にも登場する。

## 『尹文子』
『漢書』芸文志は、名家の書として『尹文子』一篇を載せる。一方で『隋書』経籍志は『尹文子』二巻とする。現行本は「大道上篇」と「大道下篇」の二篇からなり、類書などに逸文がある。『呂氏春秋』正名篇の高誘注によれば、尹文の作として『名書』一篇があったともいう。
現行本『尹文子』は大抵の場合、後世の偽書とみなされる。成立時期は諸説ある。後漢末の仲長統に帰される序文も偽作とみなされる。ただし、偽書だから読む価値がないというわけではなく、古代中国の「名」の思想（名家思想や正名思想、黄老思想）を知る上では、重要な資料とされる。
内容としては雑多な話題が扱われる。特徴的な話題として、「名」の三分類（命物之名・毀誉之名・況謂之名）や、「盗・殴」の故事説話（「盗」「殴」と命名された兄弟がその名前のせいで災難に会う話）がある。